# Pachyurus calhamazon
Pachyurus calhamazon är en fiskart som beskrevs av Lilian Casatti 2001. Pachyurus calhamazon ingår i släktet Pachyurus och familjen havsgösfiskar. Inga underarter finns listade i Catalogue of Life.